# Arthur George Tansley

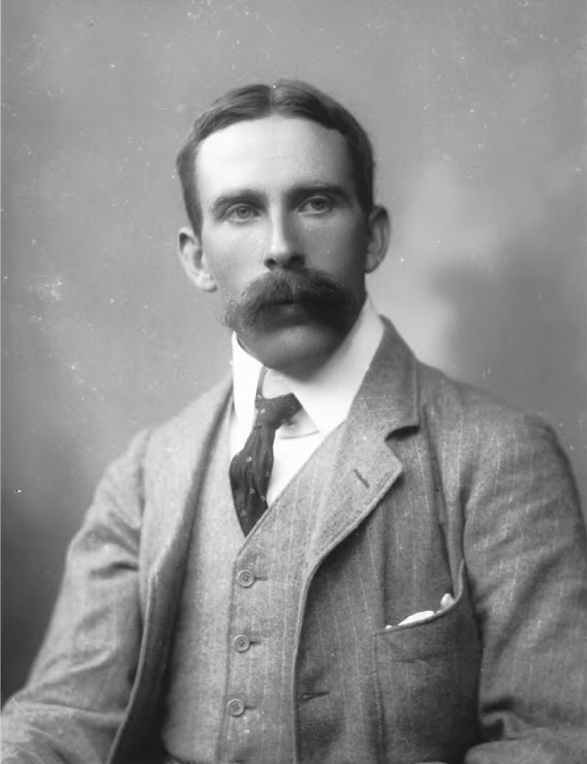
Arthur George Tansley

Sir Arthur George Tansley (* 15. August 1871 in London; † 25. November 1955 in Grantchester/Cambridgeshire) war ein britischer Pflanzenökologe und Geobotaniker. Sein offizielles botanisches Autorenkürzel lautet „Tansley“.

## Leben
Tansley studierte in den Jahren 1889 sowie von 1893 bis 1895 an der Universität London und ab 1890 am Trinity College, Cambridge, wo er 1894 sein Examen ablegte. Von 1900 bis 1901 unternahm er eine Forschungsreise nach Ceylon und Malaya. Bereits 1902 begründete er die später berühmte Fachzeitschrift The New Phytologist, die er bis 1931 herausgab.
1907 wurde er Professor für Botanik an der Universität Cambridge und veröffentlichte 1911 „Types of British Vegetation“. 1913 begründete er die British Ecological Society, deren Präsident er in der Folge auch war. 1917 gründete er die Zeitschrift Journal of Ecology, deren Redaktion er für die nächsten 21 Jahre innehatte.
Von 1927 bis 1937 war Tansley Professor für Botanik an der Oxford University und organisierte 1929 den International Congress of Plant Sciences in Ithaca, New York. 1939 wurde er zum Präsidenten der British Ecological Society gewählt. Im Jahr 1936 wurde er zum Mitglied der Leopoldina gewählt. Weitere Funktionen waren die Präsidentschaft des Council for the Promotion of Field Studies (1947) und der Vorsitz des Nature Conservancy Council (1949–1953).
1903 heiratete er die Forschungsbotanikerin Edith Chick, mit der er drei Töchter bekam.
Wesentliche Publikationen Tansleys sind The Use and Abuse of Vegetational Concepts and Terms (1935) sowie The British Islands and their Vegetation (1939). Im Jahre 1941 erhielt Tansley die Goldmedaille der Linnean Society of London. 1950 wurde er zum Ritter geschlagen.

## „The Use and Abuse of Vegetational Concepts and Terms“
Tansley führte 1935 den Begriff „Ökosystem“ in die biologischen Wissenschaften ein (in The Use and Abuse of Vegetational Concepts and Terms). In diesem Aufsatz, der in der Zeitschrift Ecology erschien, analysierte er den Nutzen und die Missbrauchsmöglichkeiten vegetationskundlicher Vorstellungen, um einige der vom Holismus beeinflussten Denkformen, die damals in der Bioökologie unreflektiert verbreitet waren, zurückzuweisen.
Sein Artikel war eine Entgegnung auf eine Abhandlung des im südlichen Afrika forschenden, von Jan Christiaan Smuts beeinflussten Botaniker John Phillips, der die Vorstellungen vom Super-Organismus und von der Biozönose propagierte. Tansley akzeptierte zwar, dass diese „Gewebe des Lebens ... an besondere Komplexe von Umweltfaktoren angepasst ... [und] wirkliche 'Ganze' sind (oft höchst integrierte Ganze), die die lebenden Kerne von Systemen im Sinne des Physikers sind.“ Nach Tansleys Ansicht lassen sie sich aber nicht als 'Organismen' beschreiben.
Tansley machte stattdessen den Vorschlag, „sie – gemeinsam mit dem Ganzen der enthaltenen physischen Wirkfaktoren – einfach als Systeme zu betrachten.“ Denn die „unbelebten Faktoren“ müssten in die ökologische Analyse miteinbezogen werden. In diesen Ökosystemen „bestehen die verschiedensten Arten von Wechselwirkung, nicht nur zwischen den Organismen, sondern zwischen Belebtem und Unbelebtem.“ (zit. n. Schramm 1984: 198f.)

## Werke
- mit Edith Chick: hibernica var. wilsoniana (Gottsche), Ann. Bot. (Oxford) 15, 1901.
- mit Edith Chick: Notes on the Conducting Tissue-System in Bryophyta, Annals of Botany, vol. 15, no. 57, 1901, Seiten 1–38.
- The New Psychology And Its Relation To Life. Kessinger Publishing, 2007. ISBN 978-0-548-15513-4
- The Use and Abuse of Vegetational Concepts and Terms. Zeitschrift Ecology, Vol. 16, No. 3 (Juli, 1935), Seiten 284–307.
- The British Islands and their Vegetation (1939)